# Cladhexea
Cladhexea hiện nay là thành viên thuộc ngành Placozoa, một bộ đến nay chưa một loài nào được mô tả. Đặt tên vào năm 2022, là nhóm chị em với bộ Hoilungea, và tương ứng với Clade VI của tài liệu.